# Уильям из Солсбери
Уильям Фиц-Уолтер де Солсбери (англ. William FitzWalter de Salisbury; до 1120 — после 1 июля 1143) — английский аристократ, старший сын Уолтера Фиц-Эдварда, сторонник императрицы Матильды во время гражданской войны в Англии 1135—1154 годов.

## Биография
О биографии Уильяма известно мало. Он был старшим сыном Уолтера Фиц-Эдварда, феодального барона Читтерна и шерифа Уилтшира, от брака с Сибилой де Шаурс (Чауорт). Поскольку Уильям в 1141 году уже участвовал в военных действиях, то родился он не позднее 1120 года.
После смерти короля Генриха I Боклерка в Англии началась гражданская война между сторонниками дочери покойного короля, императрицы Матильды, и его племянника, Стефана Блуасского. Вильям Мальмсберийский упоминает в 1141 году Уильяма в числе сторонников Матильды, которые осаждали Уинчестер. 
Согласно «Gesta Stephani Regis» Уильям в 1143 году участвовал в нападении Роберта Глостерского на женский монастырь в Уилтоне, а затем умер «после продолжительных страданий». Он был похоронен в родовой усыпальнице монастырь Браденсток, основанного его отцом. 